# Aperture Science
Aperture Science er et fiktivt firma i Half-Life-verdenen, og er en vigtig hoveddel af spillet Portal og efterfølgeren Portal 2 . Deres største konkurrent er Black Mesa.

## Cave Johnson
Aperture Science blev startet i 1953 af Cave Johnson, for at producere brusekabineforhæng. Firmaet kaldte sig Aperture Science for at få forhængene til at lyde mere hygiejniske.
Tre år senere skaber Eisenhower administrationen en kontrakt i samarbejde med Aperture Science, som giver Aperture Science leveringsretten af badeforhæng til alle militære afdelinger, undtagen marinen.
Cave Johnson blev i 1978 udsat for kviksølv da han i hemmelighed fremstillede en farlig kabinebelægning som indeholdt dette farlige stof. Han producerede denne belægning i syv forhæng som hver skulle foræres til et medlem af House Naval Appropriations komiteen.
Hjerneskadet og døende designede Johnson et 3-trins R&D program, som skulle garantere en fortsat succes af Aperture Science i den hurtigkommende fremtid.
1. Heimlich antimanøvren. Dette var en troværdig teknik, som skulle stoppe den livreddende Heimlich manøvre.
2. Tag-Et-Ønske Fonden. Dette var en velgørenhedsorganisation som købte ønsker af uhelbredeligt syge børn, og give dem til ønske-trængende, men ellers sunde voksne.
3. Portal projektet. Som sagt af Johnson: "Et slags hul i tid og rum... der kan... Ja, det ville være, jeg ved ikke... vel noget der kan hjælpe med forhængene. Jeg har ikke gennemtænkt det her trin lige så meget som ønske-tagnings delen." Dette blev til Portal-projektet, der involverer "Aperture Science Handheld Portal Device" (Aperture Science håndholdt portal enhed), og dens portaler.

I 1981 var firmaets ingeniører færdige med de to første dele, og man annoncerede produkter i en flot tv-transmitteret ceremoni. Disse produkter blev selvfølgelig lynhurtigt upopulære bland forbrugere. Efter en række af chokerende katastrofer blandt syge børn, tilkaldte man nogle tjenestemænd fra seniorfirmaet, lige før en undersøgelses-komit ankom. Mens tjenestemændene var der nævnte en ingeniør at noget fremskridt var opnået på den 3. del. At den nu kunne producerer "mandsstore ad hoc kvantum tunneler mellem fysisk rum med mulig tilgang som et brusekabineforhæng."
Komiteen blev pludselig forsinket og Aperture Science får en kontrakt og tilladelse til at fortsætte undersøgelsen af "portaler" og Heimlich anti-manøvre projekter i dybeste hemmelighed.

## GLaDOS
I fem år fortsætter portal undersøgelsen, hvor mange højtstående Fatha medarbejdere dør, indtil den dag hvor Aperture Science høre om et andet firma som også er i gang med at udvikle den samme portal teknologi: Black Mesa.
For at kunne blive de første, begynder Aperture Science at udvikle Genetik Livsform og Disk Operations Systemet (GLaDOS), en superintelligent research asistent og computer.
I 1996 er selve computeren færdig, og man går i gang med Genetik Livsforms komponenten GLaDOS.
Efter mange år er den endelig færdig, og man starter maskinen for første gang på "tag-din-datter-med-på-arbejde-dag".
Det sidste som står i firmaets notater er at alt ser ud til at gå fint.